# 慶應義塾高校裏口入学詐欺事件
慶應義塾高校裏口入学詐欺事件（けいおうぎじゅくこうこううらぐちにゅうがくさぎじけん）は、日本で起きた詐欺事件。

## 概要

### 事件の経緯
この事件での原告となる人物は襖の材料を販売する会社の代表取締役であり、被告となる人物うちの1人は原告となる人物からは取引先の信用調査を依頼されているという人物であった。原告となる人物の長男が高等学校に進学する適齢期になり、原告となる人物は長男には慶應義塾大学に進学できる附属の高校に入学させるということを希望していた。この状況である1979年9月に原告となる人物は埼玉県に所在するある学習塾が有名高校への進学率が良いことをパンフレットから知って、被告となる人物にこの学習塾の実態を調査することを依頼した。この学習塾の調査の報告が遅滞していたために督促したところ、被告となる人物は自らには慶應義塾高等学校に受験すれば点数がどんなに低くても合格させられる慶應義塾大学の有力者を知っているため、この有力者に頼めばお宅の子息は合格できるため話を聞いてやると言い出した。この際に調査を依頼した学習塾にも顔が利く者がいるから紹介してやると言い出した。この紹介される学習塾の職員も後の裁判で被告の1人となる。10月10日頃に被告となる人物は原告となる人物の自宅を訪れる。その際にその有力者に1千万円を払えば間違いなく合格させてもらえて、自分には200万円を斡旋料を支払うことを求めて、原告はこれを信用して斡旋を頼むことにした。10月17日に被告となる人物から電話があり、話がついたので翌日に1千万円を用意するように言われ、翌日に指定された喫茶店に向かい店内で1千万円を渡した。10月20日頃に被告となる人物から電話があり、運動費が不足しているためこのままでは合格はおぼつかないため、斡旋料200万円のうちの100万円を前払いしてほしいと言われたため、10月22日頃に喫茶店に持参して手渡した。それ以降は被告となる人物は有力者の話しすらせず、原告となる人物から説明を求められれば日を重ねることに話が変わり、有力者であるという人物も日によって変わっていた。このことから原告となる人物はこの話は全くの嘘であると気付き、初めて詐取されていたということを知った。11月14日に原告となる人物は入学斡旋の委任契約を取り消し、1千万円の返還を求める意思表示をした。長男の裏口入学を依頼した父親は、裏口入学のための1千万円と前払いした斡旋料百万円の返還を求める裁判を起こす。

### 裁判

#### 主張
裁判での信用調査を求められていた被告の主張によると、学習塾の職員であった被告に懇願した結果、努力してみるという回答が得られたために原告に伝えた。それから学習塾の職員であった被告は、原告の長男の学力を付けるために長男を知り合いの学習塾に案内して、慶應義塾高等学校の5年分の入試問題集を原告に交付して、慶應義塾高等学校の関係者に直接面会させるなどの斡旋運動をした。さらに原告には慶應義塾の有力者に引き合わせて学校を訪問するという計画も立てていた。それからの11月13日に原告からとにかく今回の話はやめにして現金を返してほしいとか、必ず入学できる確約が無ければ現金を返してほしいと態度を急変されていた。このためにこの裏口入学の不成就はひとえに原告の身勝手な態度にあり、騙し取る意思は無いと主張。
裁判での学習塾の職員であった被告の主張によると、裏口入学をさせることには消極的な返答をしていたものの、信用調査を求められていた被告から再度懇願されたため、原告とその妻に会ったところ強く懇願されたため引き受けた。このときに受験しないで入学をすることは不可能であるから必ず受験して一定の点数を取ることを第一の条件とする。だが強いコネクションがあれば一定の点数が無くても合格できるが、このコネクションについては尽力すると伝えたところ原告はこの条件で依頼した。それから学習塾の職員であった被告は慶應義塾の関係者の顔を立てるためにも少しでも高い点数を取れるように原告の長男には知り合いの学習塾を案内して、原告には最近の入試問題を交付した。だが原告の長男は進学塾の特訓を受けなかった。それからこの被告は原告と連絡を取りつつ慶應義塾の関係者と直接面会をして、入学斡旋の依頼と受験までの指示を受けるなどの運動をしていた。11月14日に原告は慶應義塾高等学校を訪問して先生と面会をする打ち合わせがされていた。だが11月14日の朝に突然原告の妻から電話がかかってきて、長男を必ず入学させるという学校側の言葉が無いのならば行っても無駄であるため今日の学校訪問には行かないと伝えられた。このためこの被告は受験生の叔父と称して高校を訪問して先生と会って勉強方法の指示を受けて練習用の答案用紙を貰い好意的な応対を受けて同校を後にした。それから原告は絶対に合格させるという学校からの一札を持ってこいと言い出す。それからこの被告は長男に対して受験をするように勧めたものの、長男は受験を放棄したために入学できなかった。このため被告には騙し取る意思は無かったというのが主張であった。
裁判では被告となった2人の両方は、原告から長男が慶應義塾高等学校に入学できるようにする運動資金として1千万円を預託したという事実は認めるが、有力者が存在せず渡された金員を費消したことと、11月14日に原告からの委任契約の取り消しと返還を求める意思表示が行われたことを否定する。そして交付された1千万円と謝礼として支払われた百万円は原告は裏口入学をさせる斡旋を依頼して支払われたものであるため、これらの金員は不法原因給付に該当する。このため原告は被告らに対しては法律上では支払われた金員についての損害賠償請求も返還請求もすることができないということを主張。

#### 判決
この事件の裁判の判決では被告による詐欺が行われたということは認められたものの、原告が裏口入学のために支払った金員の返還は認められず、訴訟費用は原告が負担するということとなった。
詐欺と認められたことについては、原告は裏口入学をすることを目的として金員を支払っていたものの、被告は裏口入学をさせる意思は当初から無く、裏口入学ではない方法で合格させようとしていたため。これは裏口入学をさせる意思は無かったのに裏口入学の斡旋を口実に金員を詐取していたということであり、刑法に触れる犯罪行為であり違法性は極めて大きいとされる。
金員の返還が認められなかったということについては、裏口入学の斡旋を依頼してその対価として支払ったことは、民法第708条の不法の原因に該当するということが明らかであるため。民法第708条のただし書きでは、受益者の違法性が給付者の違法性よりも著しく大きく、返還請求を否定したならばかえって受益者をいわれなく利得させるならば返還請求をすることができるようにするべきであるとされる。だが原告が裏口入学をしようとした行為は私立学校のため直接には刑罰法規には触れないものの、社会全般の公序良俗に反し社会的非難は大きい。このため原告の違法性に照らせば被告の違法性は著しく大きいものとは認められるものではない。このことから民法第708条のただし書きを適用して原告から被告に対して支払った裏口入学のための金員の返還は認められないこととなった。